# 安宅町 (小松市)
安宅町（あたかまち）は小松市の町名。本項ではかつて存在した石川県能美郡安宅町についても述べる。
地名は「異国人が来襲した海岸」という意味からなる「寇が浦」（あだがうら）に由来するとされている。

## 地理
- 現在の小松市の西部で、日本海に面し、梯川の河口周辺に位置。安宅港を中心に発展、当初中心集落は梯川の東岸に位置した。梯川の両岸を住吉橋が連絡している。
- 明治時代末期の町内は、海岸の砂浜と松などの針葉樹林が広範囲を占めていた。現在も松林が多く残る。町の南部には田畑など農耕地も存在した。
- 江戸時代から発展していた海運業が、鉄道の開通などにもよって衰退したこともあり、北前船主であった米谷半平がこの地にて1891年（明治24年）、米谷銀行（後に加能合同銀行）を創立[4]。現在の北國銀行の前身である。また、大正から昭和初期にかけては繊維工業も行われていた。

## 歴史
- 1889年（明治22年） - 町村制の施行により、能美郡安宅町が発足する。
- 1940年（昭和15年）12月1日 - 能美郡小松町、安宅町、粟津村、板津村、白江村、苗代村、牧村及び御幸村が合併して、小松市が発足する。安宅町の区域は小松市安宅町となる。

## 世帯数と人口
2018年（平成30年）4月1日現在の世帯数と人口は以下の通りである。
| 町丁       | 世帯数    | 人口    |
| ---------- | --------- | ------- |
| 安宅町第一 | 122世帯   | 314人   |
| 安宅町第二 | 106世帯   | 245人   |
| 安宅町第三 | 218世帯   | 465人   |
| 安宅町第四 | 92世帯    | 236人   |
| 安宅町第五 | 27世帯    | 73人    |
| 安宅町第六 | 165世帯   | 425人   |
| 安宅町第七 | 133世帯   | 319人   |
| 安宅町第八 | 109世帯   | 284人   |
| 安宅町第九 | 120世帯   | 311人   |
| 計         | 1,092世帯 | 2,672人 |

## 交通

### バス路線
- 小松バス
  - 安宅線：木曽町、安宅関跡前、安宅、安宅出町、安宅漁港 各停留所

## 教育
- 小松市立安宅中学校
- 小松市立安宅小学校
- 安宅保育園

## 周辺施設
- 安宅の関址
- 安宅海浜公園
- 安宅公園

### 神社仏閣
- 安宅住吉神社
- 少彦名神社
- 勝楽寺
- 愍念寺